# TM-XML
A Trade Mark Extensible Markup Language egy XML alapú nyílt protokoll, amely az ipari és kereskedelmi védjegyek felhasználói számára lett kifejlesztve és az ipari és kereskedelmi védjegyekhez kapcsolódó információk Ipari és kereskedelmi Védjegyhivatalok és partnereik közötti cseréjére szolgál.

## Célok
Az eredeti cél a védjegyekhez kötődő információk cseréjére szolgáló XML szabvány definiálása volt. A specifikáció során, illetve a WIPO ST. 66 szabvány megalkotását követően, ezen túlmenően az alábbi célok kerültek még meghatározásra:
- XML szabványok kialakítása a védjegyhivatalok és a védjegy-ipar számára
- Hasznos outputok biztosítása a WIPO szabványok megalkotásának alapjául
- A védjegyoltalmi Webszolgáltatási szabványok (Trademark Web Service Standards) meghatározása
- Példák nyújtása az eszközökre és a felhasználásra
- Gyakorlati és elméleti tapasztalatok megosztása
- Az együttműködés előmozdítása a védjegyekhez kapcsolódó információk és a tudásterületek ábrázolása között
- (új) A kialakítás alatt álló Szemantikai Háló előkészítése a védjegyekkel foglalkozó terület számára a szellemi tulajdont érintő kontextuson belül

## Eddigi események
A TM-XML-t az OHIM által létrehozott munkacsoport alkotta meg 2003 júniusában.
A végső, 1.0-s verzió 2006. május 26-i publikálását megelőzően nyolc tesztverzió (0.1-től 0.7-ig, valamint 1.0 tervezet) lett véleményezésre bocsátva a hivatal TM-XML.org címen található weboldalán.
A TM-XML 1.0 végső verziója fel lett ajánlva, mint alap a WIPO ST66 elnevezésű szabványának megalkotásához, melyet a Információtechnológiai Állandó Bizottság Szabványokkal és Dokumentumokkal foglalkozó Munkacsoportja[Standing Committee on Information Technologies / Standards and Documentation Working Group (SCIT/SDWG)] 2007. május 19. és 22. között megtartott 8. ülésén elfogadott.

## Útiterv a 2008-2010 közötti időszakra
| Verzió     | Tervezett | Tartalom |
| ---------- | --------- | --- |
| TM-XML 2.0 | 2008      | Védjegy megtámadásával kapcsolatos információ, Bejegyzési kérelem és megújítási kérelem. Alap Webszolgáltatások és szabályok Forrásleíró Keretrendszerben (RDF) és Web Ontológia Nyelvben (OWL) |
| TM-XML 3.0 | 2010      | Kiegészítő Webszolgáltatások és Szemantikai Háló – Tudásterületek ábrázolása és Szolgáltatások                                                                                                  |

## Lásd még
DS-XML : XML szabvány az oltalom alá eső terméktervek / ipari minták számára

## Külső hivatkozások
- TM-XML Honlap
  - TM-XML Specifikációk
  - TM-XML Szótár
  - TM-XML Alkalmazások
  - TM-XML Tool-ok és példák
- WIPO Szabványok, Ajánlások és Útmutatók
  - WIPO  ST.66 Szabvány – Előírás a védjegyekhez kapcsolódó információk XML-ben történő feldolgozásához
  - WIPO  ST.66 Szabvány – Mellékletek
- OHIM, Belső Piaci Harmonizációs Hivatal (védjegyek és formatervezési minták)
  - OHIM CTM-Letöltés szolgáltatás 3.verzió TM-XML-ben Archiválva 2008. március 2-i dátummal a Wayback Machine-ben